# Bảo tàng Nghệ thuật hiện đại thành phố Paris
Viện Bảo tàng Nghệ thuật Hiện đại Thành phố Paris (Tiếng Pháp: Musée d'Art moderne de la Ville de Paris) nằm trong Palais de Tokyo, thuộc Quận 16 của thành phố. Công trình Palais de Tokyo vốn được xây nhân dịp Triển lãm thế giới năm 1937. Tới năm 1961, bộ sưu tập nghệ thuật hiện đại được chuyển từ Petit Palais về đây và viện bảo tàng được khánh thành.
Ngày nay viện bảo tàng lưu trữ hơn 8 ngàn tác phẩm nghệ thuật của nhiều trào lưu khác nhau trong thế kỷ 20. Năm 2008, Viện Bảo tàng Nghệ thuật Hiện đại Thành phố Paris đón 2.981.000 lượt khách viếng thăm, đứng thứ 8 trong số những viện bảo tàng thu hút nhất thế giới.
| Métro Paris | Bến tàu điện ngầm: Alma-Marceau hoặc Iéna |

## Lịch sử
Việc mở Viện Bảo tàng Nghệ thuật Hiện đại Thành phố Paris được bắt nguồn từ năm 1937. Triển lãm nghệ thuật và kỹ thuật được tổ chức tại Paris là dịp để thành phố mua lại rất tác phẩm hiện đại giá trị. Trong đó có La Danse của Henri Matisse, Le Nu dans le bain và Le Jardin của Pierre Bonnard, L'équipe de Cardiff của Robert Delaunay, La Rivière của André Derain, Les Disques của Fernand Léger, L'Escale của André Lhote, L'Oiseau bleu của Jean Metzinger, bốn bức chân dung của Édouard Vuillard cùng một số tác phẩm của Pierre Chareau, André Arbus, Jacques-Émile Ruhlmann... Cũng khoảng cuối thập kỷ 1930, Petit Palais được Emanuele Sarmiento, một người Colombia gốc Ý, giữ chức lãnh sự tại Ý, tặng lại 55 tác phẩm của các họa sĩ Ý và trường phái Paris. Năm 1937, Ambroise Vollard tặng một bộ sưu tập các tác phẩm gốm của André Derain, Jean Puy, Georges Rouault....
Năm 1951, thành phố nhận được di tặng của bác sĩ Maurice Girardin khiến Petit Palais trở nên quá bé. Sau 6 năm sửa chữa, Viện Bảo tàng Nghệ thuật Hiện đại Thành phố Paris được mở cửa chính thức vào năm 1961 tại Palais de Tokyo. Bộ sưu tập của viện bảo tàng khi đó gồm các tác phẩm trường phái Dã thú, Lập thể, Xu hướng màu sắc (Orphism). Kể những năm 1960, viện bảo tàng mua thêm nhiều tác phẩm đương đại, các phòng trưng bày Hiện thực mới, Fluxus... được mở.
Trong các thập niên từ năm 1960 tới năm 1980, Viện Bảo tàng Nghệ thuật Hiện đại Thành phố Paris tiếp tục nhận được nhiều quà tặng giá trị.

## Bộ sưu tập
Bộ sưu tập của bảo tàng bao gồm các tác phẩm của :

Pablo Picasso, Georges Braque, Henri Matisse, Emile Othon Friesz, Wilhelm Lehmbruck, Maurice de Vlaminck, Georges Rouault, Raoul Dufy, Marie Laurencin, Pierre Bonnard, Édouard Vuillard, Albert Marquet, Henri Laurens, Jacques Lipchitz, Jean Metzinger, Albert Gleizes, André Lhote, Juan Gris, Alexander Archipenko, Joseph Csaky, Ossip Zadkine, Marcel Duchamp, Francis Picabia, František Kupka, Robert and Sonia Delaunay, Fernand Léger, Jean Hélion, Auguste Herbin, Joaquín Torres-García, Natalia Gontcharova, Luigi Russolo, Amedeo Modigliani, Giorgio de Chirico, Alberto Magnelli, Gino Severini, Kees van Dongen, Bart van der Leck, Jean Arp, Sophie Taeuber-Arp, Maurice Utrillo, Suzanne Valadon, André Derain, Moïse Kisling, Marcel Gromaire, Marc Chagall, Chaïm Soutine, Leonard Foujita, Alexander Calder, Alberto Giacometti, Jean Crotti, Man Ray, Max Ernst, André Masson, Victor Brauner, Hans Bellmer, Roberto Matta, Wifredo Lam, Jean Fautrier, Jean Dubuffet, Bernard Buffet, Pierre Soulages, Nicolas de Staël, Zao Wou Ki, Pierre Alechinsky, Henri Michaux, Étienne-Martin, Antoni Tàpies, Lucio Fontana, Yves Klein, Arman, Martine Aballéa, Martial Raysse, Jean Tinguely, Christo, Victor Vasarely, François Morellet, Carlos Cruz-Diez, Bridget Riley, Daniel Buren, Nam June Paik, Mario Merz, Giuseppe Penone, Luciano Fabro, Simon Hantaï, Delphine Coindet, Bernard Frize, Jean-Michel Othoniel, Robert Rauschenberg, Keith Haring, John Heartfield, James Lee Byars, Peter Doig, Otto Freundlich, Hannah Höch, Hans Hartung, Gerhard Richter, Georg Baselitz, Sigmar Polke, Jörg Immendorff, Wolf Vostell, Andreas Gursky, Markus Lüpertz, Thomas Schütte, Thomas Ruff, Gisèle Freund, Rosemarie Trockel, Daniel Turner,  Albert Oehlen, Per Kirkeby, Marcel Broodthaers, Zeng Fanzhi, Simon-Auguste,  Gaston Suisse và những người khác.